# 笠岡警察署
笠岡警察署（かさおかけいさつしょ）は、岡山県警察が管轄する警察署の一つである。

## 概要

### 所在地
- 岡山県笠岡市六番町2番地3

### 管轄区域
- 笠岡市

## 沿革
- 1876年（明治9年）6月：小田郡笠岡村（現・笠岡市）に第3警察署第二屯所を設置。
- 1877年（明治10年）2月：玉島警察署笠岡分署に改称。
- 1878年（明治11年）：玉島警察署から独立し、笠岡警察署を設置。
- 1881年（明治14年）：玉島警察署に統合し、玉島警察署笠岡分署に改称。
- 1886年（明治19年）：玉島警察署から独立し、笠岡警察署を設置。
- 2024年（令和6年）5月15日：城見交番と金浦駐在所および吉浜駐在所を統合し、笠岡西交番を新設、開所式[1]。

## 交番・駐在所

### 交番
（ ）の中は所在地。いずれも笠岡市。
- 富岡交番（一番町）
  - 笠岡市のうち、一番町、入江（一部）、笠岡（一部）、九番町、五番町、三番町、十一番町、十番町、新横島、富岡、七番町、二番町、八番町、緑町、四番町、六番町。
- 笠岡駅前交番（笠岡）
  - 笠岡市のうち、笠岡（一部）、中央町。
- 笠岡西交番（笠岡）[1]
  - 笠岡市のうち、相生、旭が丘、有田、生江浜、大河、大冝、押撫、鋼管町、笠岡（一部）、金浦、カブト中央町、カブト西町、カブト東町、平成町、篠坂、城見台、西茂平、入田、港町、用之江、茂平、吉浜。

### 駐在所
（ ）の中は所在地。いずれも笠岡市。
- 大井駐在所（東大戸）
  - 笠岡市のうち、大井南、小平井、西大戸、東大戸。
- 新賀駐在所（新賀）
  - 笠岡市のうち、尾坂、新賀、関戸、みの越、山口、吉田。
- 北川駐在所（走出）
  - 笠岡市のうち、甲弩、走出。
- 今井駐在所（今立）
  - 笠岡市のうち、今立、絵師、笠岡（一部）、春日台、園井、広浜、馬飼。
- 大島駐在所（西大島）
  - 笠岡市のうち、大島中、西大島、西大島新田。
- 神島駐在所（神島）
  - 笠岡市のうち、入江（一部）、カブト南町、神島、神島外浦、高島、拓海町、飛島、美の浜、横島。
- 白石島駐在所（白石島）
  - 笠岡市のうち、白石島。
- 北木島駐在所（北木島町）
  - 笠岡市のうち、北木島町。
- 真鍋島駐在所（真鍋島）
  - 笠岡市のうち、真鍋島、六島。

## かつて存在した交番・派出所・駐在所
（ ）の中は所在地。いずれも笠岡市。
- 城見交番（用之江）[1]
  - 笠岡市のうち、有田、大冝、押撫、鋼管町、篠坂、城見台、西茂平、入田、港町、用之江、茂平。
- 金浦駐在所（生江浜）[1]
  - 笠岡市のうち、生江浜（一部）、金浦、カブト中央町、カブト西町、カブト東町、平成町。
- 吉浜駐在所（吉浜）[1]
  - 笠岡市のうち、相生、旭が丘、大河、生江浜（一部）、吉浜。

## 警備艇
- 岡8 みずかぜ 12m型